# Hias (chanteur)
Hias, de son vrai nom Erich Mathias Mayer, né le 3 novembre 1950 à Johnsbach et mort le 7 juillet 2007 à Donnersbach, est un chanteur autrichien.

## Biographie
Mayer grandit près du château de Kassegg. À 12 ans, il perd ses dents lors d'un accident. Il se fait connaître comme comique avec ses grimaces et ses longues histoires. Avec un ami, il forme le duo Ruap und Hias qui deviendra les Fidelen Köflachern puis les Ennstal-Musikanten. Avec le Ligister-Trio et le titre Übern Laurenziberg, il fait une apparition dans l'émission Musikantenstadl présenté par Karl Moik en 1981. Il se fait remarquer si bien qu'il devient avec un rôle comique coanimateur de l'émission jusqu'en 1991.
En plus de ses chansons humoristiques, Hias enregistre des chansons traditionnelles et des Wienerlieder en s'accompagnant à l'accordéon styrien.
Il meurt le 7 juillet 2007 quelques heures avant un concert avec le Ligister Trio.

## Discographie
Ruap & Hias
- 1975 : Der Huaber, der Meier und I

Ligister Trio
- 1980 : Zu Dir liebe Heimat
- 1981 : Der Huber, der Mayer und Hias
- 1981 : Bergkamaraden sind Freunde
- 1982 : Blumen zum Ehrentag (avec Jodlerin Resi)
- 1982 : Heut san ma lustig (avec Jodlerin Resi)
- 1983 : Für Stimmung und fürs Herz (avec Jodlerin Resi)
- 1983 : Heut san ma lustig (avec Jodlerin Resi et D’Kasermandl)
- 1984 : Beim Schützenhias (avec Jodlerin Resi et D’Kasermandl)

Autres
- 1984 : avec Karl Moik, Lausbuam san ma
- 1986 : Hias & seine Töchter : Was soll i mit die Handerl machen
- 2001 : Hias 3000
- 2003 : Übern Laurenziberg